# جرير بن عبد الله البجلي
جرير بن عبد الله البجلي صحابي جليل من صحابة رسول الله ﷺ ومن أحبهم إليه، كان جرير سيد قومه بجيلة جنوب الطائف وكان جميل الوجه حسن الصورة، حتى أن عمر بْن الخطاب رضي اللَّه عنه قال «جرير يوسف هذه الأمة»، دعى له النَّبِيّ صَلَّى اللَّهُ عَلَيْهِ وَسَلَّمَ بالثبات والهدى، نُقل عن جرير قوله:«ما حَجَبَنِي النبيُّ صَلَّى اللهُ عليه وسلَّمَ مُنْذُ أسْلَمْتُ، ولَا رَآنِي إلَّا تَبَسَّمَ في وجْهِي. ولقَدْ شَكَوْتُ إلَيْهِ إنِّي لا أثْبُتُ علَى الخَيْلِ، فَضَرَبَ بيَدِهِ في صَدْرِي، وقالَ: اللَّهُمَّ ثَبِّتْهُ واجْعَلْهُ هَادِيًا مَهْدِيًّا.». أسلم وقومه في رمضان من السنة العاشرة للهجرة، فبعثه الرسول ﷺ على رأس فرسان من بجيلة لهدم ذي الخلصة (صنم بالسراة كانت قبائل بجيلة وخثعم وباهلة ودوس والأزد يعبدونه)، ومسند جرير نحو من مائة حديث، بالمكرر. اتفق له الشيخان على ثمانية أحاديث وانفرد البخاري بحديثين، ومسلم بستة.

## نسبه
- هو جرير بن عبد الله بن جَابر هُوَ الشليل بن مَالك بن نصر بن ثَعْلَبَة بن جشم بن عويف بن حزيمة بن حَرْب بن عَليّ بن مدرك بن سعد بن يزِيد بن قيس وَهُوَ مَالك بن عبقر بن أغار بن أراش بن عَمْرو بن العون البَجلِيّ الأحمسي كنيته أَبُو عَمْرو وَيُقَال أبو عبد الله[4][5]
- وترجم له أيضًا أنه: جرير بْن عَبْد اللَّهِ بْن جابر وهو الشليل بْن مالك بْن نصر بْن ثعلبة بْن جشم بْن عوف بْن خزيمة بْن حرب بْن عَلِيِّ بْنِ مالك بْن سعد بْن نذير بْن قسر بْن عبقر بْن أنمار بْن إراش، أَبُو عمرو، وقيل: أَبُو عَبْد اللَّهِ البجلي، وقد اختلف النسابون في بجيلة، فمنهم من جعلهم من اليمن، وقال: إراش بْن عمرو بْن الغوث بْن نبت، وعمرو هذا هو أخو الأزد، وهو قول الكلبي، وأكثر أهل النسب، ومنهم من قال: هم من نزار، وقال: هو أنمار بْن نزار بْن معد بْن عدنان، وهو قول ابن إِسْحَاق، ومصعب[5][6]

## صفاته
- كان جرير طويل القامة بديع الجمال حسن الصورة وهو شاعر وخطيب لسن قال فيه عمر بن الخطاب رضي الله عنه

{يوسف هذه الامه}
ويبدو ان جرير البجلي كان ضخم الجثة، ويستدل على ذلك من الحديث في مسند أحمد بن حنبل، والذي نصه:
((قال عبد الله حدثنى محمد بن عبد الله المخرمى حدثنا الصلت بن مسعود الجحدرى حدثنا سفيان حدثنى ابن لجرير بن عبد الله قال كانت نعل جرير بن عبد الله طولها ذراع)).
وربما بسبب ضخامته كان لا يثبت على الخيل، فأشتكى هذا الأمر للرسول صلى الله عليه وسلم، فدعى له النبى ﷺ بالثبات.

## إسلامه
- وقد وفد على الرسول ﷺ في شهر رمضان من سنة 9 هـ وقد روي عن قصة إسلام جرير أنه حينما وصل المدينة المنورة كان الرسول محمد جالساً بين أصحابه في المسجد فقال لهم: «يدخل عليكم من هذا الباب رجل على وجهه مسحة ملك» فكان الداخل من ذلك الباب هو جرير البجلي الذي أسلم بين يدي الرسول ﷺ وبايعه «على إقامة الصلاة وإيتاء الزكاة والنصح لكل مسلم» وفي رواية أن الرسول ﷺ ألقى إلى جرير كساء ليجلس عليه، وقال لأصحابه: «إذا أتاكم كريم قوم فأكرموه» وكان جرير طويل القامة بديع الجمال حسن الصورة وهو شاعر وخطيب لسن.

حدثنا إسحاق بن يوسف حدثنا يونس عن المغيرة بن شبل قال: قال جرير: لما دنوت من المدينة أنخت راحلتى ثم حللت عيبتى ثم لبست حلتى ثم دخلت المسجد فإذا النبى يخطب فرمانى الناس بالحدق قال فقلت لجليسى: يا عبد الله هل ذكر رسول الله من أمرى شيئاً قال نعم ذكرك بأحسن الذكر بينما هو يخطب إذ عرض له في خطبته فقال: إنه سيدخل عليكم من هذا الفج من خير ذى يمنٍ ألا وإنَ على وجهه مسحة مَلَكٍ قال جرير: فحمدت الله عز وجل.

## إعجاب الرسول بجرير
- وقد أعجب النبي بجرير لمظهره الجميل وعقله النير ولذلك وضع يده الكريمة على صدر جرير وقال:" اللهم ثبته وأجعله هادياً مهديا وقال عنه عمر بن الخطاب: " جرير يوسف هذه الأمة. وهو سيد قومه " وقال علي بن أبي طالب:"جرير منا آل البيت "

وتستمر رواية القصة وتقول إن الرسول ﷺ أرسل جريراً البجلي إلى تبالة الواقعة بمنطقة بيشة. وذلك لهدم " ذي الخلصة " وهو بيت كان يقال له الكعبة اليمانية وكان بداخله صنم عبارة عن مروة بيضاء منقوش عليها كهيئة التاج ".
لقد كان جرير موضع ثقة النبي صلى الله عليه وسلم قال جرير: (ما حجبني رسول الله صلى الله عليه وسلم منذ أسلمت، ولا رآني إلا ضحك)، ونال شرف الصحبة، ولكنه لم ينل شرف الجهاد تحت لواء النبي صلى الله عليه وسلم فلا ذكر له في غزوات النبي صلى الله عليه وسلم وسراياه.
يقول الأندلسي (في العقد الفريد) إن جرير بن عبد الله البجلي صاحَبَ النبي عليه الصلاة والسلام، وكان يقال له: يوسف هذه الأمة، لحسنه. وقد وصفه رسول الله (إن على وجهه مسحة مَلَكٍ) كما في الحديث الوارد بمسند أحمد بن حنبل.

## روى عنه
وروى عنه بنوه: عبيد الله، والمنذر، وإبراهيم، وروى عنه قيس بن أبي حازم، والشعبي وهمام بن الحارث، وأبو وائل، وأبو زرعة بن عمرو بن جرير، وعبد الملك بن عمير وغيرهم.
أخبرنا إسماعيل بن عبيد الله وغير واحد بإسنادهم إلى محمد بن عيسى بن سورة السلمي، أخبرنا أحمد بن منيع، أخبرنا معاوية بن عمرو الأزدي، عن زائدة، عن بيان، عن قيس بن أبي حازم، عن جرير بن عبد الله البجلي، قال:(ما حجبني رسول الله منذ أسلمت، ولا رآني إلا ضحك).
ورواه زائدة أيضاً، عن إسماعيل بن أبي خالد، عن قيس بن أبي حازم، عن جرير، مثله. قال أبو عيسى: هذا حديث حسن صحيح.
أخبرنا أبو الفضل الخطيب، أخبرنا أبو الخطاب بن البطر، إجازة إن لم يكن سماعاً، أخبرنا عبد الله بن عبيد الله المعلم، أخبرنا الحسين المحاملي، أخبرنا أحمد بن محمد بن يحيى بن سعد، أخبرنا حسين الجعفي، عن زائدة، عن بيان البجلي، عن قيس بن أبي حازم: أخبرنا جرير بن عبد الله، قال: خرج علينا رسول الله ليلة البدر، فقال: «إنكم ترون ربكم يوم القيامة كما ترون هذا، لا تضامون في رؤيته».
من أحاديثه: أنه قال أتيت النبي ﷺ وهو يبايع فقلت: يارسول الله أبسط يدك حتى أبايعك واشترط علي فإنك أعلم، قال «أبايعك على أن تعبد الله، وتقيم الصلاة، وتؤتي الزكاة، وتناصح المسلمين، وتفارق المشركين».

## السفير

### ذي الكلاع
- بعث رسول الله جريرا إلى ذي الكلاع بن ناكور بن حبيب بن مالك بن حسان بن تبع.[16] وذي عمرو.[17] باليمن يدعوهما إلى الإسلام، فأسلما، وأسلمت ضريبة بنت أبرهة بن الصباح امرأة ذي الكلاع.[18][19] ويبدو أن النبي ﷺ بعث جريرا إلى اليمن سنة إحدى عشرة الهجرية.

وكان النبي ﷺ كتب إلى ذي الكلاع مع جرير.، ولم يرو نص الكتاب، وكان ذو عمرو يهوديا، ووفد ذو الكلاع على عمر بن الخطاب رضي الله عنه، فأغزاه الشام، فلم يزل بها حتى قتل بصفين مع معاوية بن أبي سفيان، ومعركة صفين كانت سنة سبع وثلاثين الهجرية. (657 م).
وتوفي رسول الله ﷺ وجرير في اليمن، فأخبره ذو عمرو بوفاته صلى الله عليه وسلم، فخرج جرير إلى المدينة المنورة.

روي عن جرير البجلي في صحيح البخاري: 
| جرير بن عبد الله البجلي | عَنْ جَرِيرٍ، قالَ: كُنْتُ باليَمَنِ، فَلَقِيتُ رَجُلَيْنِ مِن أهْلِ اليَمَنِ: ذَا كَلَاعٍ وذَا عَمْرٍو، فَجَعَلْتُ أُحَدِّثُهُمْ عن رَسولِ اللَّهِ صلَّى اللهُ عليه وسلَّمَ، فَقالَ له ذُو عَمْرٍو: لَئِنْ كانَ الذي تَذْكُرُ مِن أمْرِ صَاحِبِكَ، لقَدْ مَرَّ علَى أجَلِهِ مُنْذُ ثَلَاثٍ، وأَقْبَلَا مَعِي، حتَّى إذَا كُنَّا في بَعْضِ الطَّرِيقِ، رُفِعَ لَنَا رَكْبٌ مِن قِبَلِ المَدِينَةِ، فَسَأَلْنَاهُمْ، فَقالوا: قُبِضَ رَسولُ اللَّهِ صلَّى اللهُ عليه وسلَّمَ، واسْتُخْلِفَ أبو بَكْرٍ، والنَّاسُ صَالِحُونَ، فَقالَا: أخْبِرْ صَاحِبَكَ أنَّا قدْ جِئْنَا، ولَعَلَّنَا سَنَعُودُ إنْ شَاءَ اللَّهُ، ورَجَعَا إلى اليَمَنِ، فأخْبَرْتُ أبَا بَكْرٍ بحَديثِهِمْ، قالَ: أفلا جِئْتَ بهِمْ، فَلَمَّا كانَ بَعْدُ قالَ لي ذُو عَمْرٍو: يا جَرِيرُ، إنَّ بكَ عَلَيَّ كَرَامَةً، وإنِّي مُخْبِرُكَ خَبَرًا: إنَّكُمْ مَعْشَرَ العَرَبِ، لَنْ تَزَالُوا بخَيْرٍ ما كُنْتُمْ إذَا هَلَكَ أمِيرٌ تَأَمَّرْتُمْ في آخَرَ، فَإِذَا كَانَتْ بالسَّيْفِ كَانُوا مُلُوكًا؛ يَغْضَبُونَ غَضَبَ المُلُوكِ، ويَرْضَوْنَ رِضَا المُلُوكِ.، حديث صحيح | جرير بن عبد الله البجلي |

### ذي الخلصة
- أرسله الرسول لهدم صنم ذي الخلصة، وهو الذي قاد بعض قومه من بجيلة في حروب الردة التي كلف بها، وفي السنة الثالثة عشر للهجرة أرسله أبوبكر الصديق عاملاً على نجران. وهو الذي جمع بطون بجيلة المتفرقة لما أراد عمر بن الخطاب أن يرسله لمساعدة جيش المثني بن حارثة في حربه مع الأعاجم لفتح بلاد العراق وفارس. ويقول الطبري بتاريخه إن عمر بن الخطاب أرسل جرير البجلي على رأس قومه لمساعدة المثني بن حارثة في فتح بلاد العراق، وجرير هو الذي قتل قائد الفرس (مهران) يوم مهران (معركة مهران أو النخيله)، وبعد المعركة نزل جرير وقومه بغضي (موقع بشمال الكويت ما زال يعرف بنفس الاسم) بعد معركة (مهران)، ومراجع أخرى تقول نزل وقومه بكاظمة (موقع أيضاً بشمال الكويت وما زال يعرف بنفس الاسم). ويقول الطبري أن بيوم القادسية (معركة القادسية الشهيرة) كان جرير البجلي على رأس قومه بجيلة، وكان على ميمنة الناس (أي الجيش)، وكان على الميسرة قيس بن هبيرة (المكشوح) البجلي. والثابت بالمراجع ان جرير بن عبد الله البجلي قاد قومه من بجيلة في فتح عدة مدن ومواقع في بلاد العراق وفارس، وأصيبت عينه بفتح همذان (هي همدان حالياً)، ويقول ابن الأثير أن جرير كان عاملاً على همذان عندما أستدعاه علي بن أبي طالب إلى الكوفة بعد أن أستقر علي بها بعد معركة الجمل الشهيرة. ويقول الطبري إن جرير كان والياً على قرقيسيا في السنة التي قتل فيها عثمان بن عفان، وكانت له دار (بيت) في الكوفة هدمها علي بن أبي طالب بعد قيام جرير بالرحيل للرقة واعتزاله المشاركة بالصراع الدائر بين علي ومعاوية ما، والذي انتهي بموقعة صفين الشهيرة. ويقول ابن الأثير أن جرير بن عبد الله البجلي.

### القادسية
- وكان له في القادسية أثر عظيم، وكانت بجيلة متفرقة، فجمعهم عمر بن الخطاب، وجعل عليهم جريراً.

## حب جرير لقومه
- كان جرير يحب قومه «بجيلة» حتى أنه حصل على وعد من رسول الله ﷺ أن يجمع أشتات قومه المتفرقة بين أحياء العرب، وقد تحقق له ذلك في عهد الخليفة عمر بن الخطاب.[24][25]

## جرير وقت وفاة الرسول صلى الله عليه وسلم
- توفي رسول الله ﷺ وجرير في اليمن فقاتل المرتدين حتى نزل بصنعاء. وبعد تثبيت أركان الإسلام في اليمن سار جرير إلى أرض الشام والعراق مجاهداً تحت لواء المثنى بن حارثة وسعد بن أبي وقاص حيث كان على رأس قومه البجليين في معارك البويب والقادسية [26] وجلولاء ونهاوند، وهو الذي فتح حلوان سنة 18 هـ وهمذان سنة 23هـ وفيها [25] أصيبت عينه بسهم فقال: أحتسبها عند الله الذي زين بها وجهي ونور لي ما شاء ثم سلبنيها في سبيله.

سكن جرير الكوفة وأبتنى فيها داراً، ثم ولاه عثمان على همذان وبقي فيها إلى أن استدعاه علي بن أبي طالب وأرسله سفيراً إلى معاوية ليدعوه إلى الدخول في الطاعة.. ثم اعتزل جرير الفتنة بين علي ومعاوية وارتحل بأهله إلى «قرقيسيا» على نهر الفرات حيث بقي فيها حتى توفاه الله سنة 51هـ.

## أولاده
- ورد في المراجع ذكر بعض أبناء وأحفاد الصحابي الجليل جرير بن عبد الله بن جابر البجلي رضي الله عنه، منهم الآتي:

عمرو بن جرير بن عبد الله البجلي: هو والد الراوي الشهير باسم أبو زرعة بن عمرو بن جرير بن عبد الله البجلي، الذي له بكتب الصحاح مايزيد عن 220 حديث شريف.
بشير بن جرير بن عبد الله البجلي: الثابت من قول الطبري أنه كان على رأس بطون بجيلة بالكوفة في قتالهم ضد المختار بن أبي عبيدة الثقفي سنة 66 هـ.
خالد بن جرير بن عبد الله البجلي: يقول ابن الأثير عند الحديث عن وقعة مسكن (منطقة بالعراق) إن خالد بن جرير بن عبد الله البجلي قدم من خراسان على رأس ناس (أي جيش) من الكوفة وذلك بسنة 83 هـ.
زياد بن جرير بن عبد الله البجلي: يقول الطبري إن زياد بن جرير بن عبد الله البجلي كان على الحرب (وهي مهنة عسكرية بالدولة) بعهد الحجاج بن يوسف الثقفي، وكان معه في حربه مع أبن الأشعث بالزاوية (منطقة بالعراق) سنة 82 هـ، وفي سنة 87 هـ كان عامل الحجاج على (الحرب) بالكوفة، ثم صار في سنة 90 هـ عامل الحجاج على الكوفة.
محمد بن جرير بن عبد الله البجلي: هو الذي قام بملاحقة شوذب الخارجي (اسمه بسطام اليشكري)، ففي سنة 100 هـ وبخلافة عمر بن عبد العزيز خرج (أي ثار) شوذب الخارجي من بلدة جوخى، فتم اختيار محمد بن جرير بن عبد الله البجلي لقيادة ألفين من أهل الكوفة لملاحقة شوذب الخارجي.
عبد الله بن جرير بن عبد الله البجلي (1): ذكر الطبري ابن عبد الله (أي حفيد جرير)، وهو إبراهيم بن عبد الله بن جرير بن عبد الله البجلي إنه كان على ربع أهل المدينة عندما قتل زيد بن علي في عام 122 هـ، وكانت الكوفة بذلك الوقت مقسمة أربعة أرباع، هي: ربع لقبيلتي مذحج وأسد، وربع للقبيلتي كندة وربيعة، وربع للقبيلتي تميم وهمدان، وربع لأهل المدينة (المقصود أهل المدينة المنورة) وهو الذي كان عليه إبراهيم بن عبد الله بن جرير بن عبد الله البجلي.
يزيد بن جرير بن عبد الله البجلي: ذكر الطبري ابن يزيد (أي حفيد جرير)، وهو جرير بن يزيد بن جرير بن عبد الله البجلي، وقال إنه تولى ولاية البصرة في سنة 126 هـ. وقد روي عنه ستة أحاديث ذكروا بكتب الصحاح، وهو يعد من طبقة (كبار الأتباع) حسب تصنيف طبقات رواة الحديث الشريف.

## وفاته
توفى في سنة 51 هـ (ويقال سنة 54 هـ) في بلدة يقال لها «قرقيسيا» على نهر الفرات قرب مدينة دير الزور شرق الشام حيث بقي فيها حتى توفاه الله سنة 51هـ.